# Amanda Barnard
Amanda Susan Barnard AM (* 31. Dezember 1971) ist eine australische theoretische Physikerin, die sich mit der Vorhersage des Verhaltens von Nanoteilchen befasst und dabei analytische Modelle, Supercomputersimulationen und angewandtes maschinelles Lernen einsetzt. Barnard ist eine Pionierin auf dem Gebiet der thermodynamischen Kartographie von Nanomaterialien. Sie erstellt Phasendiagramme im Nanomaßstab, die für verschiedene Umgebungsbedingungen relevant sind, und setzt diese mit Struktur-/Eigenschaftskarten in Beziehung. Ihre aktuelle Forschung umfasst die Entwicklung und Anwendung statistischer Methoden und maschinellen Lernens in den Bereichen Nanowissenschaften und Nanotechnologie sowie Material- und Molekularinformatik. Im Jahr 2014 wurde sie als erste Person der südlichen Hemisphäre und als erste Frau mit dem Feynman Preis für Nanotechnologie ausgezeichnet, den sie für ihre Arbeit über Diamant-Nanopartikel erhielt.
Barnard ist derzeit in Australien als Professor für Computational Science an der Research School of Computer Science der Australian National University tätig.

## Biografie
Im Jahr 2001 schloss sie ihr Studium der angewandten Physik am Royal Melbourne Institute of Technology (RMIT) mit einem Prädikatsexamen ab. Barnard erhielt 2003 einen Doktortitel vom RMIT für ihre Arbeit an Computermodellen zur Vorhersage und Erklärung verschiedener Formen von Nanokohlenstoff in unterschiedlichen Größen. Nach ihrer Promotion war Barnard als Distinguished Postdoctoral Fellow im Center for Nanoscale Materials am Argonne National Laboratory (USA) tätig. Außerdem hatte sie eine leitende Forschungsposition als Violette & Samuel Glasstone Fellow an der University of Oxford (UK) inne und erhielt ein außerordentliches Forschungsstipendium am Queen’s College. Danach wechselte Professor Barnard zu CSIRO als ARC Queen Elizabeth II Fellow, als Office of the Chief Executive Science Leader und schließlich als Chief Research Scientist von 2009 bis 2020.

## Karriere, Auszeichnungen und Stipendien
- 2022 Member des Order of Australia[4]
- 2019 AMMA Medal, Verband der Molekularen Modellierer von Australasien
- 2017 Woman of Achievement, Black & White Foundation, Australien
- 2014 Feynman Preis in Nanotechnologie (Theorie)[5]
- 2014 ACS-Nano-Lehrstuhl (Asien/Pazifik), American Chemical Society, USA
- 2010 IEEE Auszeichnung für herausragende Dozenten, IEEE, Südaustralien
- 2010 UNSW Eureka-Preis für wissenschaftliche Forschung, Australisches Museum
- 2010 Frederick-White-Preis, Australische Akademie der Wissenschaften
- 2009 Malcolm-McIntosh-Preis für den Physikwissenschaftler des Jahres
- 2009 Leiterin des Virtual Nanoscience Laboratory, CSIRO Materials Science and Engineering
- 2009 Königin-Elisabeth-II-Stipendium, Australischer Forschungsrat
- 2009 Mercedes-Benz Australian Environmental Research Award, Banksia Environmental Foundation
- 2009 Preis für Nachwuchswissenschaftler im Bereich der Computerphysik, International Union of Pure and Applied Physics
- 2009 JG Russell Award, Australische Akademie der Wissenschaften
- 2009 Future Summit Leadership Award, Australische Davos Connection
- 2008 L’Oréal Australien für Frauen in der Wissenschaft Stipendium
- 2005–2008 Außerordentliches Junior-Forschungsstipendium, Queen’s College, Oxford, UK
- 2005–2008 Violette & Samuel Glasstone Fellowship, Abteilung für Materialien, Universität Oxford, UK
- 2004 Universitätsforschungspreis, RMIT-Universität

## Ecksteine der Forschung
- Erste Forscherin, die über Untersuchungen der Auswirkungen der Form auf größenabhängige Phasenübergänge in Nanomaterialien berichtete
- Arbeitete maßgeblich auf dem Gebiet der statistischen Nanowissenschaft und der Nutzung statistischer Analysen und des maschinellen Lernens zur Vorhersage der Eigenschaften verschiedener und komplexer Ensembles von Materialien im Nanomaßstab
- Entdeckung des ersten Beispiels eines anisotropen (richtungsabhängigen) elektrostatischen Oberflächenpotenzials in einem homoelementaren Nanomaterial, das zu dipolaren oder multipolaren Wechselwirkungen in einem unpolaren Material führt
- Identifizierung des Zusammenhangs zwischen Nanomorphologie und Umweltstabilität von Nanomaterialien und deren Einfluss auf die Reaktivität und potenzieller "Nano-Gefahrstoffe".